# أبو نعيم البلخي
أبو نعيم شجاع بن أبي نصر البلخي البغدادي أحد قراء القران في القرن الثاني الهجري. وأحد أصحاب القراءات الشاذة، فقد أخذ القران عن الحسن البصري ولكن بواسطة، وهذه الواسطة هو عيسى بن عمر الثقفي.

## سيرته
ولد سنة 120 هـ ببلخ. ذكره الذهبي ضمن علماء الطبقة الخامسة من حفاظ القرآن. كما ذكره ابن الجزري ضمن علماء القراءات. تلقى شجاع القرآن على مشاهير علماء عصره، وفي مقدمتهم العالم: أبو عمرو بن العلاء البصري، الإمام الثالث من أئمة القراءات المشهورين، كما سمع من عيسى بن عمر، وصالح المري، وأخذ الحديث عن خيرة العلماء منهم: الأعمش وغيره.
تتلمذ على شجاع عدد كثير أخذوا عنه القرآن وحروفه، في مقدمة هؤلاء: الإمام الحجة اللغوي الفقيه المحدث أبو عبيد القاسم بن سلام ومحمد بن غالب، وأبو نصر القاسم بن علي، وأبو عمر الدوري أحد رواة أبي عمرو، والحسن بن عرفة، وسريج بن يونس، وهارون الحمَّال. كان شجاع من الثقات، فقد وثّقه أبو عبيد، وسئل عنه الإمام أحمد بن حنبل فقال : بخ بخ وأين مثله اليوم.

## وفاته
توفي شجاع ببغداد سنة 190 هـ وله سبعون سنة.